# November 1996
Portal Geschichte | Portal Biografien | Aktuelle Ereignisse | Jahreskalender | Tagesartikel

◄ |
19. Jahrhundert |
20. Jahrhundert
| 21. Jahrhundert

◄ |
1960er |
1970er |
1980er |
1990er
| 2000er | 2010er | 2020er | ►

◄ |
1992 |
1993 |
1994 |
1995 |
1996
| 1997 | 1998 | 1999 | 2000 | ►

◄ |
August 1996 |
September 1996 |
Oktober 1996 |
November 1996 |
Dezember 1996 |
Januar 1997 |
Februar 1997 |
►
Dieser Artikel behandelt aktuelle Nachrichten und Ereignisse im November 1996.

## Tagesgeschehen

### Freitag, 1. November 1996
- Bonn/Deutschland: Die Änderungen am Gesetz über den Ladenschluss treten in Kraft. An Wochentagen müssen Händler von heute an um 20.00 Uhr schließen und damit 90 Minuten später als bisher und an Samstagen um 16.00 Uhr, 120 Minuten später als bisher. Die Ausnahmeregelung zum „langen Samstag“ entfällt, nur an den vier Samstagen vor Weihnachten dürfen Läden auch nach 16.00 Uhr geöffnet sein.[1]
- Bonn/Deutschland: Der Ministerpräsident von Baden-Württemberg Erwin Teufel (CDU) tritt sein Amt als Präsident des Bundesrates an.[2]
- Canberra/Australien: Die australische Nationalelf gewinnt gegen Tahiti das zweite Finalspiel der Fußball-Ozeanienmeisterschaft mit 5:0 und verteidigt nach einem Sieg im Hinspiel ihren Ozeanien-Meistertitel.[3]
- Doha/Katar: Der Rundfunkveranstalter Al Jazeera (deutsch Die Insel) beginnt die Ausstrahlung seines Programms. Nach dem Vorbild des Senders CNN aus den Vereinigten Staaten will Al Jazeera als umfassender Nachrichtensender auftreten, allerdings ausschließlich auf Arabisch. Mittelfristig sollen die Arabische Sprache beherrschende Menschen in allen Teilen der Welt zum Publikum gehören.[4]

### Sonntag, 3. November 1996
- Sofia/Bulgarien: Der Kandidat der Union der Demokratischen Kräfte (SDS) Petar Stojanow gewinnt die Stichwahl zum Staatspräsidenten. Sein Vorgänger Schelju Schelew, der mangels Rückendeckung durch die SDS nicht mehr antrat, wird noch bis Januar 1997 im Amt bleiben.[5]

- Sacramento/Vereinigte Staaten: In Kalifornien entscheiden sich die Wähler mit knapper Mehrheit für die Abschaffung der bestehenden Quotenregelungen für Frauen und ethnische Minderheiten u. a. bei der Zulassung zu Bildungseinrichtungen oder bei der Vergabe öffentlicher Aufträge. Im Wahlkampf wiesen die Initiatoren darauf hin, dass jene Quoten eine Form der positiven Diskriminierung mit negativen Folgen für die Minderheiten darstellten.[6]
- Washington, D.C./Vereinigte Staaten: US-Präsident Bill Clinton von der Demokratischen Partei wird für eine zweite Amtszeit wiedergewählt. Er kann 379 Wahlmänner-Stimmen im Electoral College auf sich vereinen, die übrigen 159 gehen an Bob Dole von der Republikanischen Partei. Bei den gleichzeitig stattfindenden Wahlen zum Senat und zum Repräsentantenhaus behauptet die Republikanische Partei in beiden Kammern ihre Mehrheit.[7]

### Mittwoch, 6. November 1996
- Straßburg/Frankreich: Kroatien tritt als 40. Mitgliedstaat dem Europarat bei.[8]

### Freitag, 15. November 1996
- St. Pölten/Österreich: Das Regierungsviertel wird vier Jahre nach dem ersten Spatenstich eingeweiht und das Landhaus mitsamt Kapelle gesegnet. 1986 entschied sich die absolute Mehrheit der Wähler bei der Befragung über die Hauptstadt Niederösterreichs für den Auszug des Landtags aus dem Palais Niederösterreich in Wien und dessen Ansiedlung in St. Pölten. Der Umzug soll im kommenden Jahr durchgeführt werden.[9]

### Montag, 18. November 1996
- Ärmelkanal: Auf einem Pendelzug für Lkw bricht während der Durchquerung des Eurotunnels von Calais, Frankreich, nach Folkestone, Vereinigtes Königreich, Feuer aus. Der Triebfahrzeugführer bringt den Zug kontrolliert zum Stehen. Außer Rauchgasvergiftungen treten keine Personenschäden auf, dafür wird die betroffene Tunnelröhre über Monate hinweg nicht nutzbar sein.[10]
- Frankfurt am Main/Deutschland: Das Bundespost-Nachfolgeunternehmen Deutsche Telekom AG generiert bei seinem Börsengang einen Kapitalzufluss von rund 10 Milliarden D-Mark. Als das momentan einzige aktive Telekommunikationsunternehmen Deutschlands wird die privatisierte Telekom ab 1998 in den wirtschaftlichen Wettbewerb mit anderen Anbietern für Informations- und Kommunikationsdienste treten.[11][12]

### Dienstag, 19. November 1996
- Hamburg/Deutschland: Das Oberlandesgericht verurteilt die 1953 im Libanon geborene Terroristin Souhaila Andrawes zu zwölf Jahren Haft. Andrawes war 1977 Mitglied der terroristischen Vereinigung Kommando Martyr Halimeh, das im Oktober 1977 das Flugzeug „Landshut“ vom Typ Boeing 737-200 auf dem Lufthansa-Flug 181 von Palma de Mallorca nach Frankfurt am Main entführte.[13]
- New York/Vereinigte Staaten: Die Verlagsgruppe Simon & Schuster veröffentlicht das Buch Der Zusammenprall der Zivilisationen und die Neugestaltung der Weltordnung des amerikanischen Politikwissenschaftlers Samuel P. Huntington, der darin eine Welt skizziert, in der nationalstaatliche Konflikte von Konflikten zwischen den großen Kulturräumen China, „Haus des Islam“ und politischer Westen abgelöst werden.[14][15][16]

### Freitag, 22. November 1996
- Paris/Frankreich: Polen wird 28. Mitgliedstaat der Organisation für wirtschaftliche Zusammenarbeit und Entwicklung.[17]

### Samstag, 23. November 1996
- München/Deutschland: Der deutsche Boxer Henry Maske verliert seinen Weltmeistertitel im Halbschwergewicht der Organisation IBF nach einem knappen Punkturteil an den Amerikaner Virgil Hill. Sein Plan, als ungeschlagener Weltmeister in den Ruhestand zu gehen, scheitert, doch schon jetzt deutet sich an, dass die anlässlich des Kampfes neu arrangierte Hymne Time to say goodbye von Andrea Bocelli und Sarah Brightman ein großer Verkaufserfolg sein wird.[18]

### Montag, 25. November 1996
- Manila, Subic/Philippinen: Der achte Gipfel der Asiatisch-Pazifischen Wirtschaftsgemeinschaft APEC beginnt. Das Fernziel der Mitglieder ist eine Freihandelszone.[19]
- München/Deutschland: Der Landesverband Bayern e. V. im Börsenverein des Deutschen Buchhandels und die Stadt München verleihen den Literaturpreis Geschwister-Scholl-Preis an das autobiographische Werk Gegenstände – Oggetti des deutschen Widerstandskämpfers gegen den Nationalsozialismus Hans Deichmann.[20]
- Rom/Italien: Italien kehrt nach gut vier Jahren in den Wechselkursmechanismus (WKM) des Europäischen Währungssystems (EWS) zurück, aus dem es wegen massiver Abwertung der italienischen Währung Lira ausgetreten war. Die Teilnahme am WKM mit bedingter Schwankung der Wechselkurse unter den Währungen des EWS ist Voraussetzung für die Einführung einer Europäischen Gemeinschaftswährung, die im Vertrag von Maastricht als ein Ziel der Europäischen Integration verankert ist.[21]

### Dienstag, 26. November 1996
- Tokio/Japan: Juventus Turin aus Italien gewinnt das Spiel um den Fußball-Weltpokal für Vereinsmannschaften mit 1:0 gegen den Club Atlético River Plate aus Argentinien.[22]

### Freitag, 29. November 1996
- Den Haag/Niederlande: Der Internationale Strafgerichtshof für das ehemalige Jugoslawien der Vereinten Nationen fällt erstmals ein Urteil. Es belegt den Kroaten Dražen Erdemović mit einem Freiheitsentzug von zehn Jahren. Als Angehöriger der Armee der Republika Srpska, allerdings in einem niedrigen militärischen Rang, nahm Erdemović an der Massenhinrichtung von Bosniaken in Srebrenica teil.[23]

## Weblinks

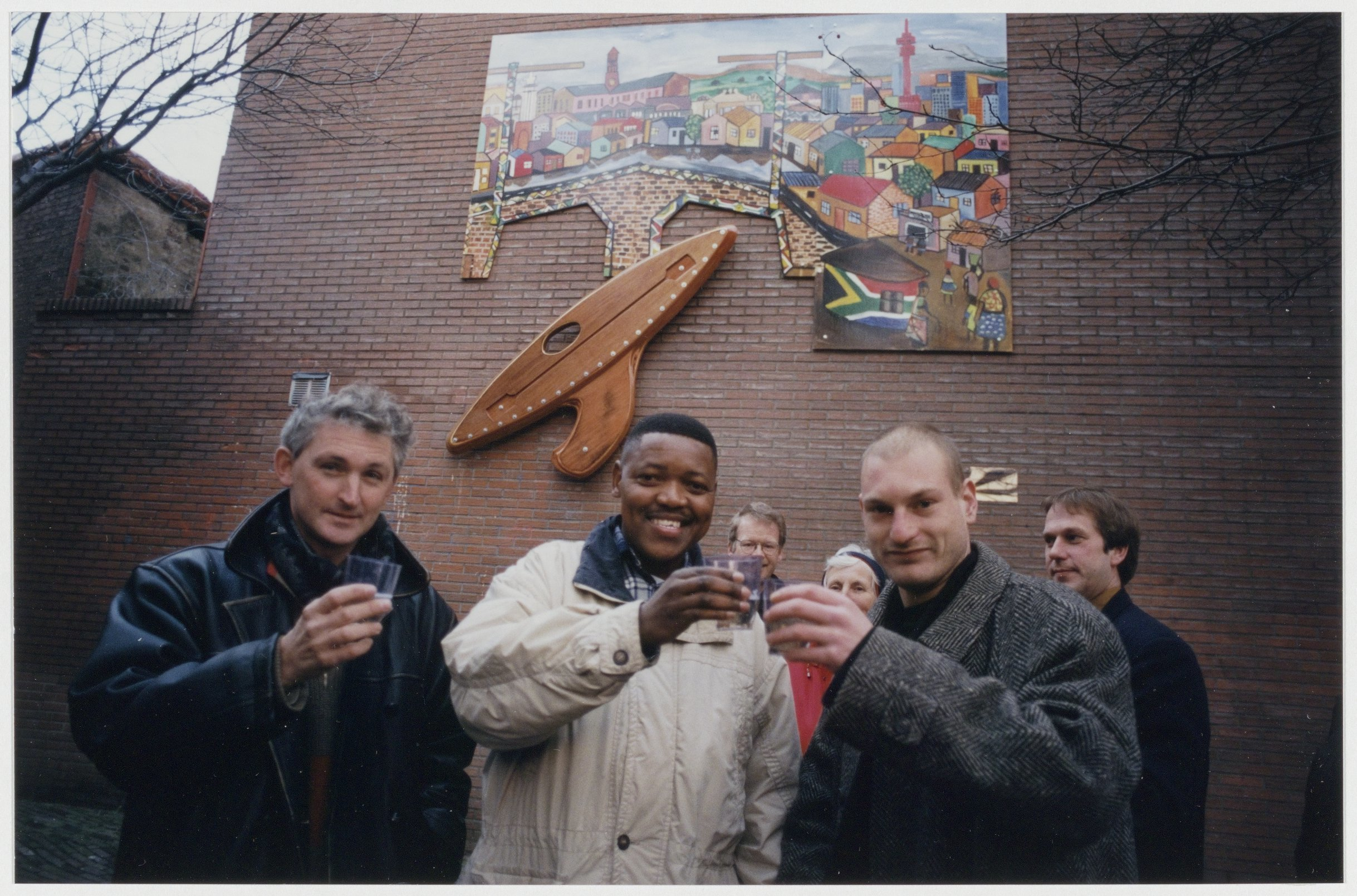
Niederlande im November 1996